# F.I.R.
I F.I.R. (cinese tradizionale: 飛兒樂團; cinese semplificato: 飞儿乐团; pinyin: Fēiér Yuètuán) sono una popolare band taiwanese. Il rinomato produttore Ian Chen ha formato la sua stessa band reclutando gli altri due, e scegliendo il nome che ora portano. Il loro nome ha iniziato ad essere popolare in tutta l'Asia grazie alla loro hit "Lydia," canzone tema del drama televisivo taiwanese "The Outsiders (鬥魚)". Quando il drama andò in onda, non furono rivelati gli autori della canzone, tuttavia molti giovani ne furono attratti e ricollegarono tale successo ai loro creatori, quando i F.I.R. finalmente debuttarono in pubblico nel 2004. Fin dal loro debutto, la band è stata spesso paragonata alla rock band giapponese Do As Infinity, a causa dello stile musicale molto simile e della formazione dei membri.
Il nome F.I.R. viene dalle iniziali dei nomi dei tre membri: Faye, Ian e Real. Tuttavia, può anche essere considerato un acronimo di "Fairyland in Reality", il titolo di uno dei loro album.

## Discografia

### Album in studio
| Data di pubblicazione | Titolo dell'album                                    |
| --------------------- | ---------------------------------------------------- |
| 13 aprile 2004        | F.I.R.-Fairyland in Reality F.I.R. 飛兒樂團 同名專輯 |
| 8 aprile 2005         | Unlimited 無限                                       |
| 18 luglio 2006        | Flight Tribe 飛行部落                                |
| 28 settembre, 2007    | Love · Diva 愛‧歌姬                                  |

### Attività estese
- I Wanna Fly - Path to Dream All Record CD+2VCD

(我要飛 - 尋夢之途全紀錄) (17 settembre 2004)
1. I Wanna Fly 我要飛
2. Demo: Lydia
3. Demo: Our Love 我們的愛
4. Demo: Your Smile 你的微笑
5. Demo: Tarot Cards 塔羅牌

- Glory Days- Anniversary CD+DVD

(光榮之役-出道週年影音全集) (30 giugno 2005)
1. Fly Away (versione acustica)
2. Thousand Years of Love 千年之戀(versione acustica)
3. LOVE*3 (versione acustica)
4. The Reason of Giving Up 死心的理由 (versione ad archi)

### Singoli
- Spread Love (把愛傳出來)  (dicembre 2005)

### Colonne sonore
- The Outsiders 鬥魚 (10 febbraio 2004)

## Tournée

### 'Tenth Planet' World Tour
- Taipei, Taiwan
  - 20 ottobre 2007, Taipei Arena (小巨蛋)
  - Special Guest:
    - Stefanie Sun (孫燕姿)
- Singapore
  - 8 agosto 2008, Singapore Indoor Stadium
  - Special Guest:
    - Jam Hsiao (蕭敬騰)
- Genting Highlands, Malaysia
  - 29 novembre 2008, Arena of Stars
- Hong Kong
  - 24 dicembre 2008, AsiaWorld-Expo
  - Special Guests:
    - Jam Hsiao(蕭敬騰)
    - Fiona Sit(薛凱琪)

### Altre esibizioni
- Roger's Chinese New Year Concert
  - 23 gennaio 2009
  - Roger's Centre, Toronto, Canada

## Riconoscimenti

### 2004
| Mese      | Premio |
| --------- | --- |
| Settembre | - Miglior Nuovo Artista: TVB8 Hong Kong. - Miglior Nuovo Artista: 933 Golden Melody Award Singapore. - Gruppo più Popolare, Miglior Nuovo Artista, Melodia d'Oro: Global Mandarin Single Charts. |
| Dicembre  | - Miglior Nuovo Artista, Miglior Gruppo Mandarino: Metro Broadcast Hong Kong. - Miglior Nuovo Artista: Hong Kong Radio. - Miglior Singolo per "Our Love (我們的愛)": The 11th Chinese Top 20, Channel V Asia. - Gruppo più Popolare di Hong Kong e Taiwan, Singolo più Popolare di Hong Kong e Taiwan "Our Love (我們的愛)": The 12th Chinese Single Chart, Beijing Music Station China. - Premio al Miglior Nuovo Idolo: Minsheng Daily, Taiwan. - Miglior Nuovo Artista del 2004: China Times Weekly, Taiwan - Miglior Nuovo Artista, Miglior Singolo: Chinese Top 20- Channel V Asia. |

### 2005
| Mese   | Premio |
| ------ | --- |
| Marzo  | - Miglior Gruppo: East Radio Music Charts, Shanghai China. - Miglior Gruppo, Miglior Composizione, Miglior Compositore di Canzone, Miglior Singolo, Singolo in Top Ten ad Hong Kong e Taiwan: Pepsi Music Awards |
| Maggio | - Miglior Nuovo ArtistaBest New Artist: The 16th Annual Golden Melody Awards, Taiwan. |

### 2006
| Mese     | Premio                                                                                  |
| -------- | --------------------------------------------------------------------------------------- |
| Febbraio | - Miglior Singolo, Miglior Gruppo: Annual Mandarin Single, KK Box                       |
| Marzo    | - Gruppo più Popolare, Miglior Album, Miglior Composizione: Mandarin Golden Melody TVBS |

### 2007
| Mese    | Premio                                                                                             |
| ------- | -------------------------------------------------------------------------------------------------- |
| Ottobre | - Gruppo più Popolare, uno dei 20 Singoli più Popolari (飞行部落): 7th Global Chinese Music Awards |

### 2008
| Mese   | Premio |
| ------ | --- |
| Maggio | - Gruppo più Popolare (di Taiwan), Miglior Presenza sul Palco, Miglior Singolo Cinese (月牙灣): Vigor Stars Awards |

## Curiosità
- Il chitarrista, Real, ha assistito al concerto finale della controparte giapponese dei F.I.R., i Do As Infinity, il 25 novembre 2005 a Budokan, in Giappone.
- Da quel che si dice, Faye è una grande fan della band irlandese U2.
- Faye era compagna di corso di Jolin Tsai, entrambe frequentavano la Fu Jen Catholic University di Taipei.
- Nel 2006, Faye ha incontrato accidentalmente Chris Martin, cantante della famosa band inglese Coldplay su un treno in Giappone.
- Nell'agosto del 2006, i F.I.R si sono esibiti all'MTV Mandarin Awards a Taiwan. Hanno cantato le loro hit Flight Tribe (Fei Xing Bu Luo), How Do I Live (Tian Tian Ye Ye) e Get High.